# Coupe du roi de snooker
La coupe du roi de snooker est un ancien tournoi de snooker professionnel sur invitation ne comptant pas pour le classement mondial qui s'est déroulé à Bangkok entre 1991 et 1994.

## Historique
Le tournoi a lieu pour la première fois au cours de la saison 1991-1992 dans les locaux de la chaine de télévision locale Channel 9 peu avant noël. 16 joueurs, principalement asiatiques, sont invités : 12 sont répartis dans des groupes de 3 ; les 4 autres sont exempts de premier tour et affrontent les vainqueurs des groupes en quart de finale. Le Nord Irlandais Joe Swail s'impose en finale contre le Thaïlandais James Wattana. Les 3 autres éditions sont remportées par Nigel Bond, Wattana et Billy Snaddon.

## Palmarès
| Année                     | Vainqueur                 | Finaliste                 | Score                     | Saison                    |
| Coupe du roi (non classé) | Coupe du roi (non classé) | Coupe du roi (non classé) | Coupe du roi (non classé) | Coupe du roi (non classé) |
| ------------------------- | ------------------------- | ------------------------- | ------------------------- | ------------------------- |
| 1991                      | Joe Swail                 | James Wattana             | 8-4                       | 1991-1992                 |
| 1992                      | Nigel Bond                | James Wattana             | 8-7                       | 1992-1993                 |
| 1993                      | James Wattana             | Darren Morgan             | 8-3                       | 1993-1994                 |
| 1994                      | Billy Snaddon             | Noppadon Noppachorn       | 8-4                       | 1994-1995                 |